# Centre de création industrielle
Centre de création industrielle (česky Centrum průmyslového designu) je kulturní instituce ve Francii věnovaná průmyslovému designu. Centrum bylo založeno, aby shromažďovalo, uchovávalo a vystavovalo díla věnovaná tomuto odvětví.

## Historie
Centrum založili v roce 1969 François Mathey a François Barré v rámci Union centrale des arts décoratifs (Ústřední svaz dekorativního umění). V roce 1972 bylo centrum začleněno do Centre Georges Pompidou a stalo se jedním z jeho oddělení. V roce 1992 bylo sloučeno s Musée national d'art moderne, které je rovněž součástí Centre Georges Pompidou a vzniklo nové oddělení s úplným názvem Musée national d'art moderne / Centre de création industrielle.